# Artigat
Artigat település Franciaországban, Ariège megyében. Lakosainak száma 555 fő (2022. január 1.). Artigat Carla-Bayle, Castéras, Durfort, Le Fossat, Lanoux, Madière, Pailhès, Saint-Martin-d’Oydes és Saint-Michel községekkel határos.

## Népesség
A település népességének változása:
| Lakosok száma | 470  | 367  | 416  | 514  | 573  | 566  | 564  | 562  | 560  | 555  |
|               | 1968 | 1982 | 1990 | 2006 | 2013 | 2015 | 2017 | 2019 | 2020 | 2022 |